# Delias totila
Delias totila är en fjärilsart som beskrevs av Heller 1896. Delias totila ingår i släktet Delias och familjen vitfjärilar. Inga underarter finns listade i Catalogue of Life.